# Оберн (Західна Вірджинія)
Оберн (англ. Auburn) — місто (англ. town) в США, в окрузі Рітчі штату Західна Вірджинія. Населення — 79 осіб (2020).

## Географія
Оберн розташований за координатами 39°5′46″ пн. ш. 80°51′22″ зх. д. / 39.09611° пн. ш. 80.85611° зх. д. (39.096151, -80.856240).  За даними Бюро перепису населення США в 2010 році місто мало площу 0,87 км², уся площа — суходіл.

## Демографія
Згідно з переписом 2010 року, у місті мешкало 97 осіб у 45 домогосподарствах у складі 27 родин. Густота населення становила 112 особи/км².  Було 56 помешкань (65/км²).
Расовий склад населення:
| - 100,0 % — білих |

До двох чи більше рас належало 0,0 %. Частка іспаномовних становила 0,0 % від усіх жителів.
За віковим діапазоном населення розподілялося таким чином: 23,7 % — особи молодші 18 років, 63,9 % — особи у віці 18—64 років, 12,4 % — особи у віці 65 років та старші. Медіана віку мешканця становила 41,5 року. На 100 осіб жіночої статі у місті припадало 98,0 чоловіків;  на 100 жінок у віці від 18 років та старших — 100,0 чоловіків також старших 18 років.
За межею бідності перебувало 37,5 % осіб, у тому числі 16,7 % дітей у віці до 18 років та 0,0 % осіб у віці 65 років та старших.
Цивільне працевлаштоване населення становило 29 осіб. Основні галузі зайнятості: сільське господарство, лісництво, риболовля — 34,5 %, роздрібна торгівля — 17,2 %, виробництво — 17,2 %.